# Скотта, Эктор Орасио
Эктор Орасио Скотта (исп. Héctor Horacio Scotta; 27 сентября 1950, Сан-Хусто, Санта-Фе) — аргентинский нападающий, игрок сборной Аргентины. Рекордсмен Аргентины по числу голов в одном сезоне — 60.

## Карьера
Скотта начал свою карьеру в клубе «Унион», в котором он дебютировал в Примере в 1970 году, сыграв 23 матча и забив в них 9 мячей. В следующем году Скотта переходи в «Сан- Лоренсо». Уже 11 апреля он забивает первый гол в ворота «Атланты», а всего за сезон заколачивает 20 голов в 34 играх. С «Сан-Лоренсо» Скотта выиграл чемпионат Аргентины 1974 и дважды становился лучшим бомбардиром. Но знаменит он не этим, и даже не признанием его в 1975 году игроком года в Аргентине. Он знаменит тем, что в том же 1975 году забил за сезон 60 мячей, предыдущий рекорд принадлежал Арсенио Эрико, и равнялся 47 голам.
В одночасье Скотта стал самым прославленым человеком страны, его фотографии помящали на обложки журналов, его интервью появлялись в газетах, на телевидении, его даже назвали Человеком года в Аргентине. В Сан-Хусто, его родном посёлке, его встретили пиром, который состоял из зажаренного мяса на 200 человек, а глава муниципалитета лично вручил ему самый лучший кусок. Всё торжество снималось на телевидение, которое показало праздник даже в политических новостях.
После отыграв сезон в «Гремио» и став чемпионом штата Рио-Гранди-ду-Сул, Скотта отправился в Испанию, играть за «Севилью». После возвращения из Европы его карьера пошла на спад и закончилась в 1986 году.

## Достижения
| Сезон                                    | Клуб                    | Титул                                        |
| ---------------------------------------- | ----------------------- | -------------------------------------------- |
| Чемпионат Аргентины (Насьональ) 1974     | Сан-Лоренсо де Альмагро | Чемпион Аргентины Чемпион                    |
| Чемпионат Аргентины (Насьональ) 1975     | Сан-Лоренсо де Альмагро | Чемпион Аргентины Лучший бомбардир: 28 голов |
| Чемпионат Аргентины (Метрополитано) 1975 | Сан-Лоренсо де Альмагро | Чемпион Аргентины Лучший бомбардир: 32 гола  |
| 1975                                     | Сан-Лоренсо де Альмагро | Лучший бомбардир Южной Америки: 60 голов     |
| 1975                                     | Сан-Лоренсо де Альмагро | Футболист года в Аргентине                   |
| 1977                                     | Гремио                  | Лига Гаушу Чемпион                           |